# Iseilema argutum
Iseilema argutum är en gräsart som först beskrevs av Christian Gottfried Daniel Nees von Esenbeck och Ernst Gottlieb von Steudel, och fick sitt nu gällande namn av Nils Johan Andersson. Iseilema argutum ingår i släktet Iseilema och familjen gräs. Inga underarter finns listade i Catalogue of Life.